# John Benbow

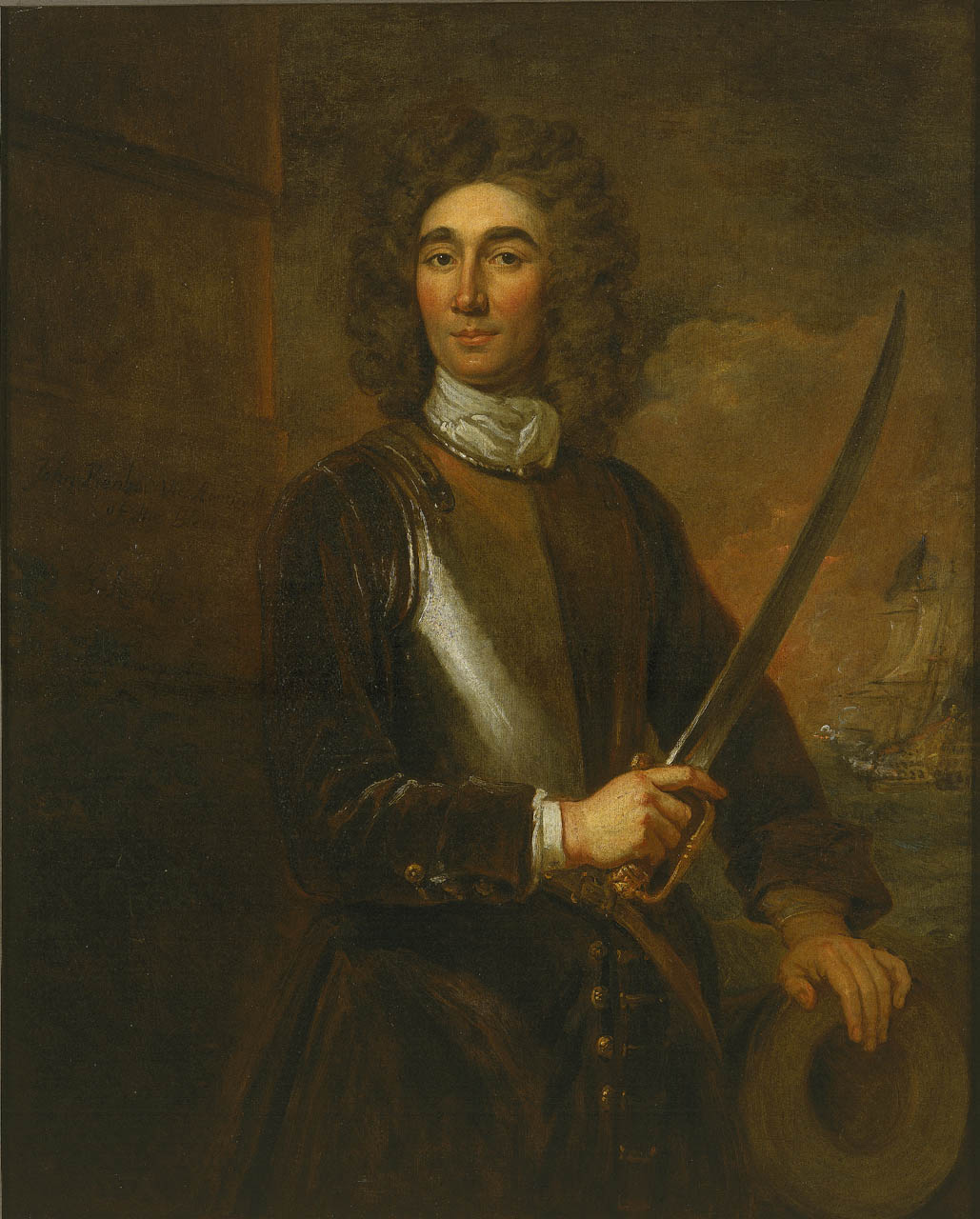
John Benbow na obrazie Godfreya Knellera

John Benbow (ur. prawdopodobnie 10 marca 1653, zm. 4 listopada 1702) – admirał Royal Navy przełomu XVII i XVIII wieku, uczestnik wojny palatynackiej i wojny o sukcesję hiszpańską.

## Życiorys
Miejsce i data urodzenia Johna Benbowa nie są pewne, najczęściej podawane w źródłach są 10 marca 1653 roku oraz Coton Hill bądź Newport w hrabstwie Shropshire. Według części źródeł jego ojciec był garbarzem. Na morze trafił w wieku około 20 lat, zaś do marynarki wojennej wstąpił w 1678 roku, na liniowiec „Rupert” dowodzony przez komandora (później admirała) Arthura Herberta. W latach 1681–1688 służył we flocie handlowej, powrócił do marynarki wojennej towarzysząc Wilhelmowi Orańskiemu podczas lądowania w Brixham. Rok później awansował do stopnia komandora (Captain).
Benbow walczył w bitwach pod Beachy Head w 1690 oraz Barfleur i La Hougue w 1692 roku. W listopadzie 1693 roku dowodził flotyllą bombardującą Saint-Malo. W 1695 roku został awansowany na stopień admiralski. W latach 1698–1699 oraz 1701–1702 służył w Indiach Zachodnich. W sierpniu 1702 roku, podczas wojny o sukcesję hiszpańską, płynąc na czele siedmiu okrętów na 70-działowym liniowcu „Breda”, natknął się w pobliżu wybrzeży Ameryki Południowej (niedaleko miasta Santa Marta w dzisiejszej Kolumbii) na francuską eskadrę admirała du Casse.
Podczas trwającego pięć dni pościgu okręty Benbowa, gorzej żeglujące w słabym wietrze, nie mogły nawiązać walki. Dopiero 24 sierpnia (starego stylu) nad ranem „Breda” i 48-działowy „Falmouth” zmusiły do poddania się jedną z francuskich jednostek. Pozostałe brytyjskie liniowce pozostały przy zdobytym okręcie, zaś samotna „Breda” starła się z przeważającymi Francuzami. Podczas wzajemnego ostrzału Benbow został poważnie ranny w prawą nogę, która została zmiażdżona pociskiem, lecz nie opuścił stanowiska. Uszkodzenia okrętu oraz opozycja własnych kapitanów, podnoszących siłę przeciwnika, zmęczenie załóg i nadmierne zużycie amunicji, zmusiły go jednak do przerwania akcji i powrotu na Jamajkę. Tam postawił pięciu dowódców towarzyszących mu okrętów, łącznie z własnym oficerem flagowym, przed sądem wojennym (szósty z oskarżonych zmarł z ran przed rozpoczęciem procesu, jedynie George Walton zasłużył swoją postawą na łaskawość przełożonych), zarzucając im niesubordynację i złe dowodzenie w obliczu wroga. Dwóch z nich zostało skazanych na rozstrzelanie (wyroki wykonano w następnym roku, już po śmierci Benbowa), jeden na degradację. Sam Benbow zmarł z odniesionych ran 4 listopada 1702 roku i został pochowany w kościele św. Andrzeja w Kingston.
Jego postać została upamiętniona w nazwach dwóch brytyjskich pancerników oraz licznych utworach literackich, między innymi w nazwie tawerny „Admiral Benbow” w Wyspie skarbów autorstwa Roberta Louisa Stevensona.